# Tuttletown, California
Tuttletown, California (енгл. Tuttletown) насељено је место без административног статуса у америчкој савезној држави Калифорнија.

## Демографија
По попису из 2010. године број становника је 668.
| Група             | 2000.    | 2010.       |
| Белци             | 0 (0,0%) | 580 (86,8%) |
| Афроамериканци    | 0 (0,0%) | 5 (0,7%)    |
| Азијати           | 0 (0,0%) | 5 (0,7%)    |
| Хиспаноамериканци | 0 (0,0%) | 48 (7,2%)   |
| Укупно            | 0        | 668         |